# Ори, Уильям
Уильям Ори (англ. William Orie; род. 5 декабря 1970, Парамарибо) — суринамский шашист. Бронзовый призер Панамериканских игр (2009, блиц) Двукратный чемпион Суринама по международным шашкам (2008, 2009), бронзовый призер 2000. Мастер ФМЖД.